# Lactobacillus curvatus
Lactobacillus curvatus è una specie di batterio appartenente alla famiglia delle Lactobacillaceae.